# دوديكانيسيا
دوديكانيسيا هي إحدى مقاطعات اليونان. وأهم مدنها، عاصمة المقاطعة رودس وكاليمنوس وكوس.